# Kenjirō Urata
Kenjirō Urata (jap. 浦田 健次郎, Urata Kenjirō; * 15. Dezember 1941 in der Präfektur Tokio, Japan; † 2023) war ein japanischer Komponist.

## Leben
Sein Studium der Komposition begann er 1965 und absolvierte es an der Tokyo National University of Fine Arts and Music und graduierte dort. Anschließend vervollständigte er seine Studien bis 1972 an der gleichen Universität und schloss dann mit dem Master of Music ab.
Er war Vorstandsmitglied der japanischen Sektion der International Society for Contemporary Music und ein Mitglied der Föderation der japanischen Komponisten. Er war Professor für Komposition an der Tokyo National University of Fine Arts and Music.

## Werke

### Werke für Orchester
- 1968 Music for celebration
- 1971 3 Movements for strings
- 1981 Symphony
- 1987 Scena
- 1994 Erhu concerto

### Werke für Blasorchester
- 1969 Metamorphosis
- 1971 Metaplasm III
- 1979 Prelude
- 1981 Requiem for symhonic band
- 1983 Ballade for band
- 1983 Ode for symphonic band
- 1984 March Opus 1
- 1985 3 Symphonic movements for symphonic band
- 1994 Music for wind instruments, brass instruments and percussions
- 1998 Antiphon für Piccolo, 2 Flöten, 2 Oboen, Englischhorn, 2 Klarinetten, Bass-Klarinette, 2 Fagotte, Kontrafagott, 4 Hörner, 3 Trompeten, 3 Posaunen, Tuba, 4 Percussion, Klavier, 8 Kontrabässe

### Kammermusik
- 1966 Sonata for Alto-Saxophone and Piano
- 1967 Tautology No. 1 für 8 Saxophones, 5 Tubas and 5 Percussion
- 1969 Metaplasm I Solo Marimbaphon
- 1969 3 Pieces for saxophon quartet (1 Sopran-Saxophone, 1 Alto-Saxophone, 1 Tenor-Saxophone, 1 Bariton-Saxophone)
- 1971 Metaplasm II für Marimbaphon und Harfe
- 1972 Melos I für Flöte (auch: Piccolo), Oboe (auch: Oboe d’amore) und Klarinette (auch: Eb Klarinette)
- 1974 Metaplasm IV für Oboe und Harfe
- 1975 Gian-Dung for 2 trumpet players
- 1976 Melos II für Flöte, Violine und Klavier
- 1977 Monlogue für Oboe
- 1978 Intermezzo für Flöte, Klarinette, Marimbaphon, Percussion und Kontrabass
- 1985 Arioso für Bratsche und Klavier
- 1990 Melos III für Flöte, Klarinette und Percussion
- 1995 Godan-henyou für Solo Percussion
- 1995 Duo II für Shinobue und Percussion
- 1997 Duo I für Violine und Percussion
- 1999 Bridge für Solo Percussion

### Klaviermusik
- 1974 Passacaglia for piano
- 1984 25 Songs from "Mother Goose"

### Vokal- und Chormusik
- 1968 Oyasumi kabe no Maria-sama für Sopran und Klavier
- 1969 Ruika für Alt und Klavier
- 1974 Akarashibiki uta für Alt und Klavier
- 1992 6 Songs from YAGI Jukichi für Sopran und Klavier
- 1981 Gekko?Nikko für gemischten Chor
- 1985 Yugure für Frauenchor und Klavier
- 1988 Aru ame no asa für gemischten Chor und Klavier
- 1988 Ajisai für gemischten Chor
- 1988 Hitori no yama für gemischten Chor und Klavier
- 1988 Natsu no fukei für gemischten Chor und Klavier
- 1990 Umi yo für Frauenchor und Klavier
- 1992 Kisetu no nakade für gemischten Chor und Klavier
- 1992 Wagahai wa neko de aru für Kinderchor und Klavier
- 1993 Tebako für Kinderchor und Klavier
- 1994 Toi tomo für gemischten Chor und Klavier
- 1995 Kaze für Frauenchor und Klavier
- 1998 3 Chorus from "Misuzu Kaneko" für Kinderchor und Klavier
- 1999 2 Chorus from "Misuzu Kaneko" für Kinderchor und Klavier

### Werke für traditionelle japanische Instrumente
- 1989 Hekitan No. 1 für Shinobue, 17-Saiten-Koto
- 1986 Hekitan No. 2 für Solo-Shamisen
- 1988 Hekitan No. 3 für Shakuhachi, 2 Kotos, 17-Saiten-Koto
- 1990 Hekitan No. 4 für Shakuhachi, Shamisen, Koto
- 1993 Kareno für Solo-Koto
- 1993 Hekitan No. 5 für Shamisen, Biwa
- 1994 Hekitan No. 6 für Solo-Kokyū
- 1996 Hekitan No. 7 für Solo-Koto
- 1996 1 Movement for shichiku für Shakuhachi, Shamisen, Biwa, 2 Kotos, 17-Saiten-Koto
- 1997 Hekitan No. 8 für Solo-Shinobue
- 1997 5 Love songs für Gesang, Shinobue, Shamisen, Koto
- 1998 3 Songs without words für Shinobue, Shakuhachi, Shamisen, 2 Kotos, 17-Saiten-Koto, Perkussion
- 1999 Hekitan No. 9 für Shakuhachi, Shamisen